# Dreamy Dud. He Resolves Not to Smoke.
Dreamy Dud. He Resolves Not to Smoke. è un cortometraggio muto del 1915 diretto da Wallace A. Carlson.

## Trama
Fumando la pipa, Dud viene trasportato dallo spirito del fumo che lo trasporta in cielo fino ad agganciarlo alla falce della luna. Da lì, però, Dud cadrà presto e precipiterà in acqua, salvo svegliarsi ed accorgersi che è stato tutto un sogno.

## Produzione
Il film fu prodotto dalla Essanay Film Manufacturing Company.

## Distribuzione
Distribuito dalla General Film Company, il film - un cortometraggio di animazione in una bobina - uscì nelle sale cinematografiche USA il 22 giugno 1915.